# Abadía de Kinloss
La abadía de Kinloss (del inglés: Kinloss Abbey) es una abadía cisterciense situada aproximadamente a cuatro kilómetros del condado de Moray (Escocia).
La abadía fue fundada en 1150 por el rey David I de Escocia y fue ocupado por monjes de la Abadía de Melrose. Recibió la bula papal de Alejandro III en 1174, y entró a formar parte de la diócesis de Moray en 1187. La abadía continuó creciendo, hasta convertirse en una de las más grandes y prestigiosas de scocia, gracias en parte a los valiosos derechos que ostentaba sobre la pesca de salmón en el Río Findhorn, que le habían sido otorgados por Robert I de Escocia en 1312, y renovados posteriormente por Jaime I and Jaime IV.
Durante su historia, la abadía ha recibido múltiples visitas de reyes, entre ellas las de Eduardo I de Inglaterra en 1303, Eduardo III de Inglaterra en 1336 y María I Estuardo en 1562. El más famoso de todos sus obispos es Robert Reid, quien introdujo la educación organizada en la abadía, construyendo una nueva biblioteca y muchos otros edificios. Fue nombrado obispo de Orkneyen 1541, y tras su muerte se convirtió en fundador y benefactor de la Universidad de Edimburgo, gracias a los fondos de su herencia.
En la actualidad se conservan pocos edificios del antiguo complejo monástico. Los restos de la abadía se encuentran en un cementerio propiedad de las autoridades locales, y están por lo tanto abiertas al público.